# José López Bueno
José Antonio López Bueno (* 18. Juni 1974 in Saragossa, Spanien) ist ein ehemaliger spanischer Boxer im Fliegengewicht.

## Profikarriere
Im Jahre 1994 begann er seine Profikarriere mit einem Sieg gegen Juan Carlos Diaz Quesada. Am 23. April 1999 boxte er gegen Ruben Sanchez Leon um die WBO-Weltmeisterschaft und gewann durch technischen K. o. in Runde 3. Nach einer Titelverteidigung circa fünf Wochen später gegen den Russen Igor Gerasimov verlor der Linksausleger den Titel noch im selben Jahr.
Im Jahre 2010 beendete er seine Karriere nach einem Punktsieg gegen Oleg Mustafini.